# St.-Crucis-Kirche (Großenehrich)

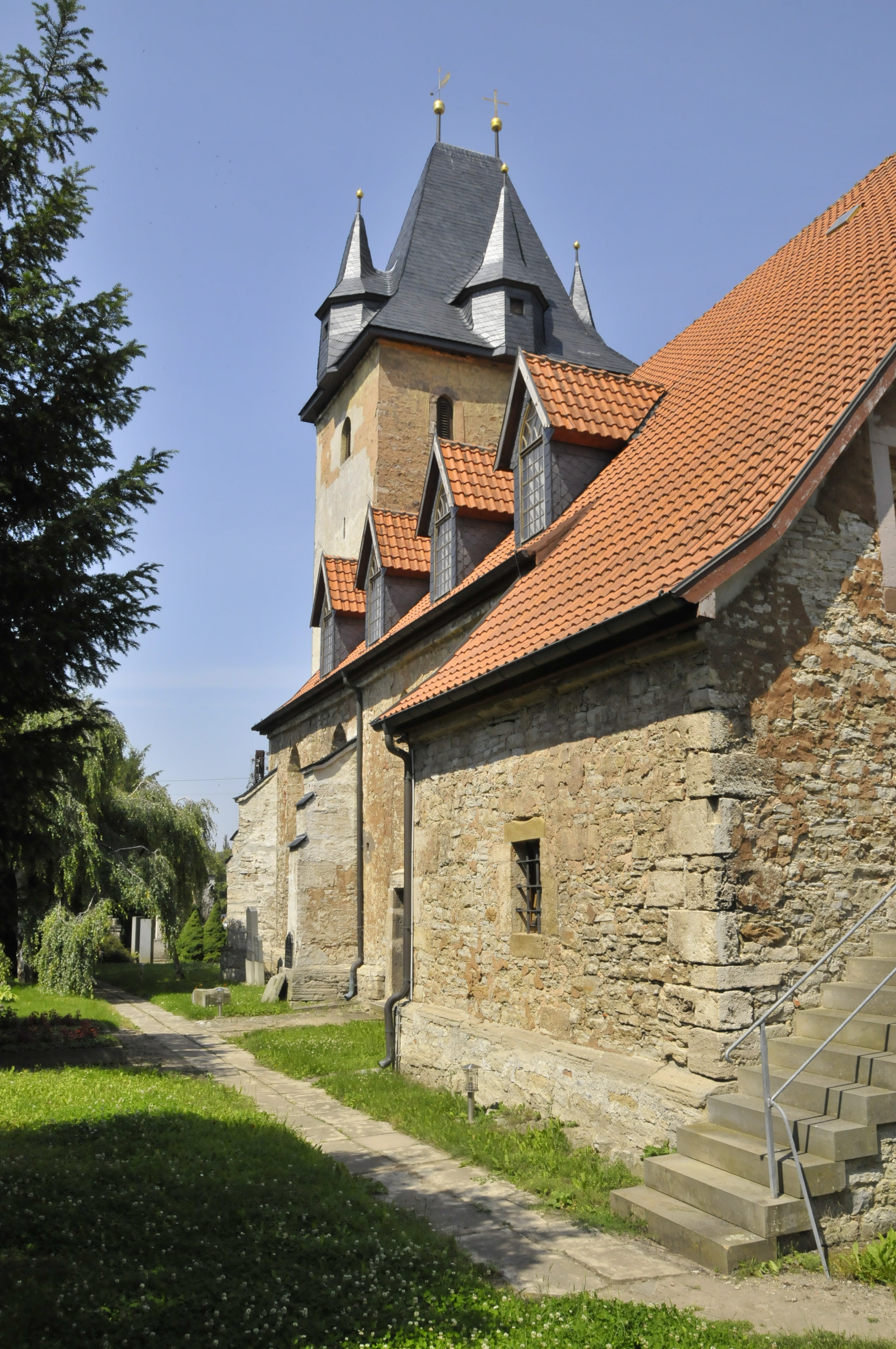
Ansicht aus Südost

Die evangelisch-lutherische Stadtkirche zu Großenehrich ist mit dem Rathaus ein ortsbildprägendes Gebäude.

## Architektur
Der älteste Teil des mächtigen Turms des als Wehrkirchenanlage errichteten Gotteshauses stammt etwa aus dem Jahr 1000. Er steht mit einer Höhe von 35 m im Westen des spätgotischen Kirchenschiffs. Über dem rechteckigen Turm (10 m × 6 m) ragt ein spitzes, kurzes Walmdach in die Höhe, mit Dachgauben in Form von Zeltdächern an allen vier Seiten. Jede Gaube wird von einem spitzen Turm mit aufgesetzter goldfarbiger Kugel gekrönt. An den Giebelenden des Turmdaches steht jeweils eine Turmkugel, die ein Kreuz bzw. einen Wetterhahn trägt, beide ebenfalls goldfarbig. Jede Dachgaube hat an ihrer Vorderseite ein kleines Schallloch. Der Turm erhielt in den Jahren 1958 und 1991 Neueindeckungen aus Schiefer von einer ortsansässigen Dachdeckerei. Unterhalb des Daches sind in die Turmwand an den Schmalseiten je eine, an den Breitseiten je zwei Schallluken eingelassen. Darunter an den freien Turmseiten einige schießschartenähnliche Fensterschlitze.
Das Kirchenschiff und der Choranbau wird von einem roten Ziegeldach gedeckt. Das Dach über dem Chor ist der dreiseitigen Bauweise des Chors angepasst. In das Dach des Kirchenschiffes sind an jeder den beiden Seiten vier Giebelgauben eingebaut.
Durch das spitzbogige, von zwei Wandleuchten flankierte Portal in der Westwand des Turms wird die Kirche betreten. Das Untergeschoss des Turms bedeckte bis 1846 ein Kreuzgewölbe, das im Zuge eines Treppeneinbaus entfernt wurde. Bis 1846 war der Turm nur durch eine Spitzbogentür vom Kirchenschiff aus zu erreichen. Über der heutigen Tür zum Schiffe steht das (etwas abgewandelte) Bibelwort aus Genesis 28,17: Wie heilig ist doch diese Stätte; hier ist nichts denn das Haus Gottes.
Der gesamte Bau enthält Bauelemente aus dem 14. Jahrhundert bis zur Renaissancezeit. Das Kirchenschiff wurde 1510 zwischen dem Chor aus dem 14. Jahrhundert und dem Turm neu errichtet. Ein kompletter Umbau der Kirche erfolgte in den Jahren 1846 bis 1851. Wegen mangelhafter Ausführungen der Arbeiten wurde bereits 1901 bis 1903 eine größere Reparatur nötig. Die dreiseitige, zum Altarraum hin offene Doppelempore stammt aus 1686, vorher hatte die Kirche nur eine Empore. An der Wand zum Turm trägt die obere Empore eine Orgel. Eine Steintreppe an der südwestlichen Stirnseite des Schiffes führt zum Eingang der Empore. Die linke Wand des Altarraums ziert ein 3,5 m hohes Holzkreuz, dessen Korpus eine Höhe von 1,5 m hat. Es stammt aus der Zeit um 1500, als die Kirche ihren Namen von „St. Johannis Baptist“ in „St. Crucis“ wechselte. Es hing bis etwa 1700 zentral im Schiffschor und danach über dem Altar. An den beiden Seiten des Chorraums stehen die Grabplatten der beiden Ritter von Tottleben, des gräflichen Landvogts Oswald († 1558) und seines Bruders Hans († 1577). Aus dem Geschlecht derer von Tottleben ging der russische General Gottlob Heinrich von Tottleben (1715–1773) hervor.
Der Kirchenhimmel hat ein Tonnengewölbe, von dem in seiner Mitte ein mehr als 20-armiger Kronleuchter herabhängt. Ein ebensolcher Leuchter hängt von der als sternenübersäten Himmelskuppel gestalteten Decke im Chorraum herab über die Kanzelempore.
Ihr natürliches Licht erhält die Kirche durch drei Spitzbogenfenster im Chorraum sowie jeweils vier Spitzbogenfenster an den beiden Schiffsseiten.
1936 wurde die Kirche an das Stromnetz angeschlossen, 1958 erhielt sie ein elektrisches Orgelgebläse und 1963 ein elektrisch betriebenes Glockengeläut. Sie wurde 1989 wegen Einsturzgefahr geschlossen. Nach einer Gesamtsanierung in den Jahren von 1991 bis 1996 wurde sie am 16. Juni 1996 wiedereingeweiht.

## Orgel
Die Orgel aus dem Jahr 1851 ist ein Werk von August Witzmann aus Stadtilm hinter einem neugotischen Prospekt. Sie verfügte ursprünglich über 31 Register und war einer der größten Witzmann-Orgeln. Später wurde sie umgebaut und auf 24 Register verkleinert. Heute ist sie nur noch teilweise spielbar. Viele Pfeifen sind nicht mehr enthalten.
| I Hauptwerk C– |           |       |   |
| 1.             | Bordun    | 16′   |   |
| 2.             | Principal | 8′    |   |
| 3.             | Gedackt   | 8′    | * |
| 4.             | Hohlflöte | 8′    |   |
| 5.             | Gambe     | 8′    |   |
| 6.             | Octave    | 4′    | * |
| 7.             | Flöte     | 4′    | * |
| 8.             | Quinte    | 2 ⁄3′ | * |
| 9.             | Octave    | 2′    | * |
| 10.            | Mixtur IV |       | * |

| II Oberwerk C– |                 |       |   |
| 11.            | Geigenprincipal | 8′    |   |
| 12.            | Holzgedackt     | 8′    | * |
| 13.            | Flöte amabile   | 8′    |   |
| 14.            | Salicional      | 8′    |   |
| 15.            | Principal       | 4′    |   |
| 16.            | Metallgedackt   | 4′    | * |
| 17.            | Octave          | 2′    | * |
| 18.            | Quinte          | 1 ⁄3′ | * |

| Pedal C– |               |     |   |
| 19.      | Principalbass | 8′  |   |
| 20.      | Subbass       | 16′ | * |
| 21.      | Gedacktbass   | 16′ | * |
| 22.      | Violon        | 16′ |   |
| 23.      | Octavbass     | 8′  |   |
| 24.      | Choralbass    | 4′  |   |

- Koppeln: II/I

* = Von den oben aufgeführten Registern sind diese noch spielbar.

## Bilder

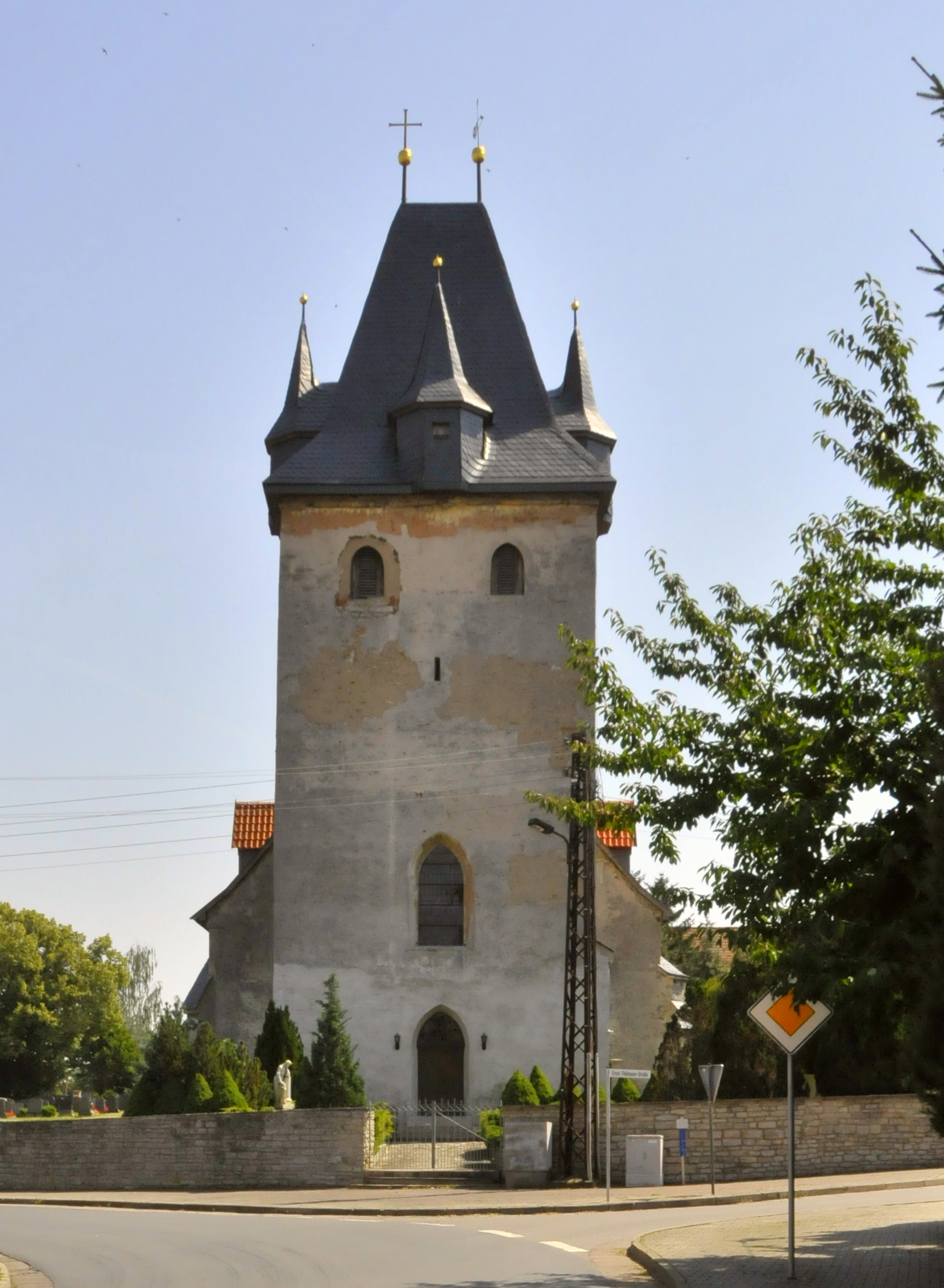
Ansicht aus West
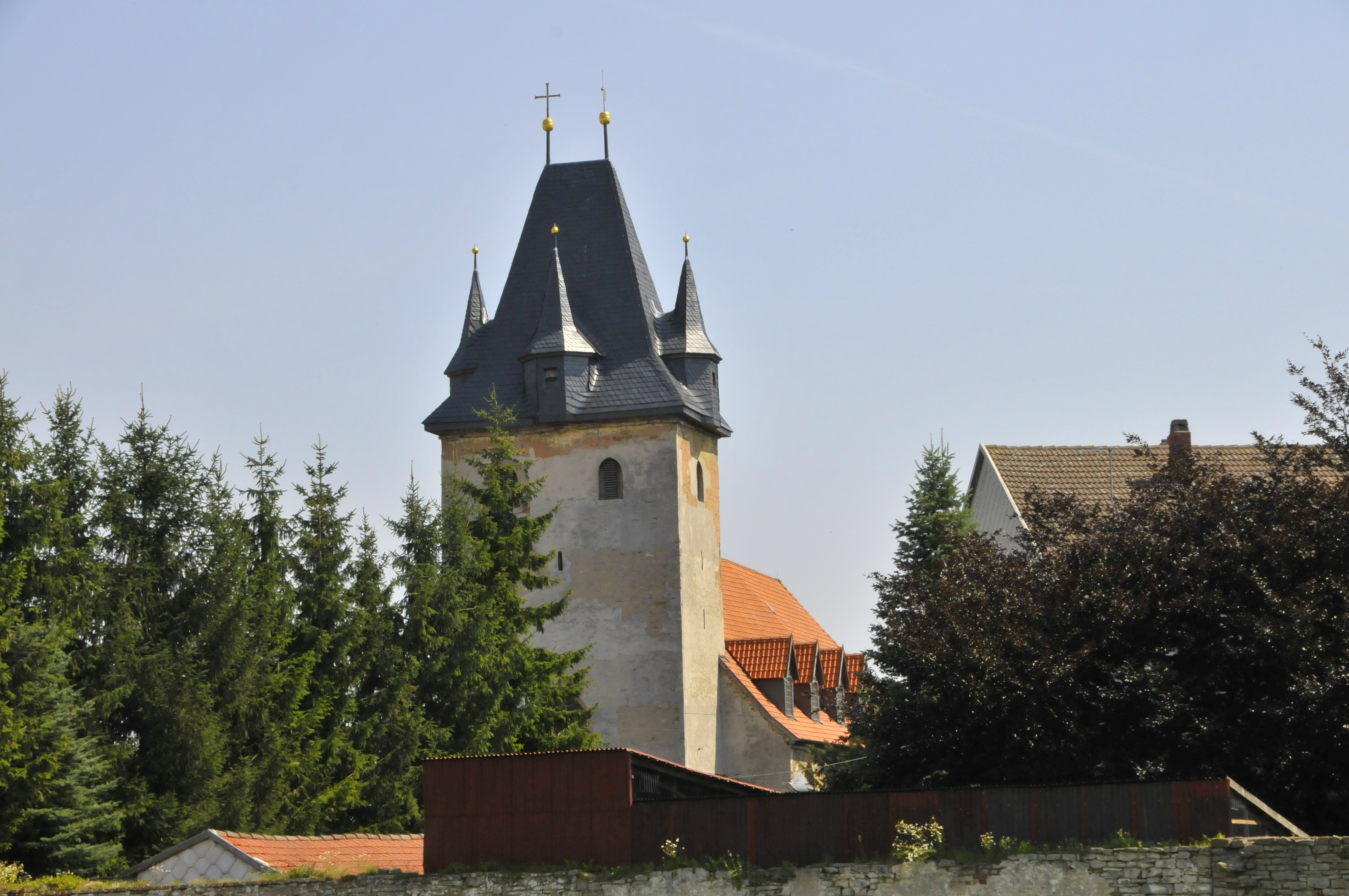
Ansicht aus Südwest
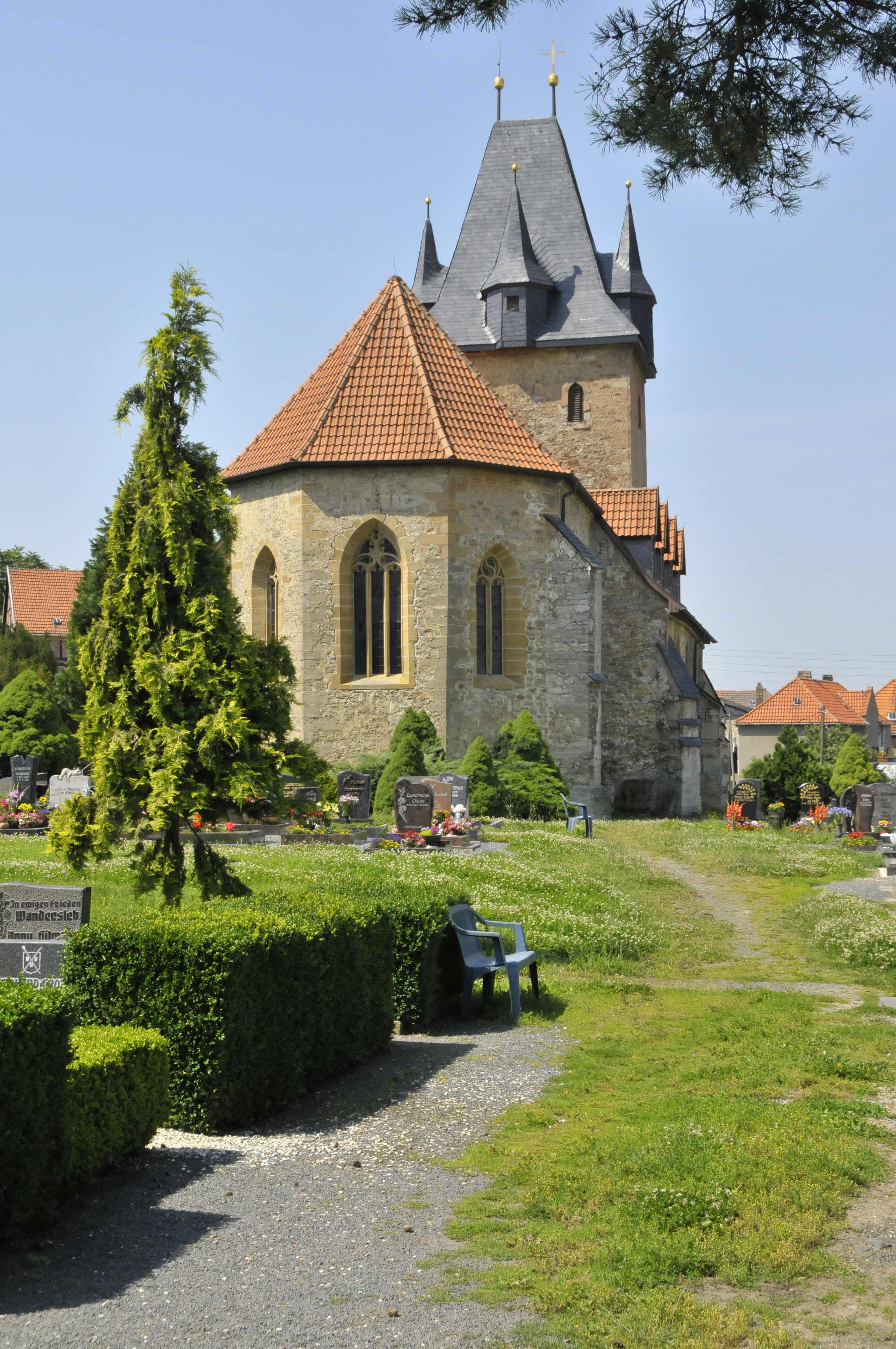
Ansicht aus Nordost (Friedhof)
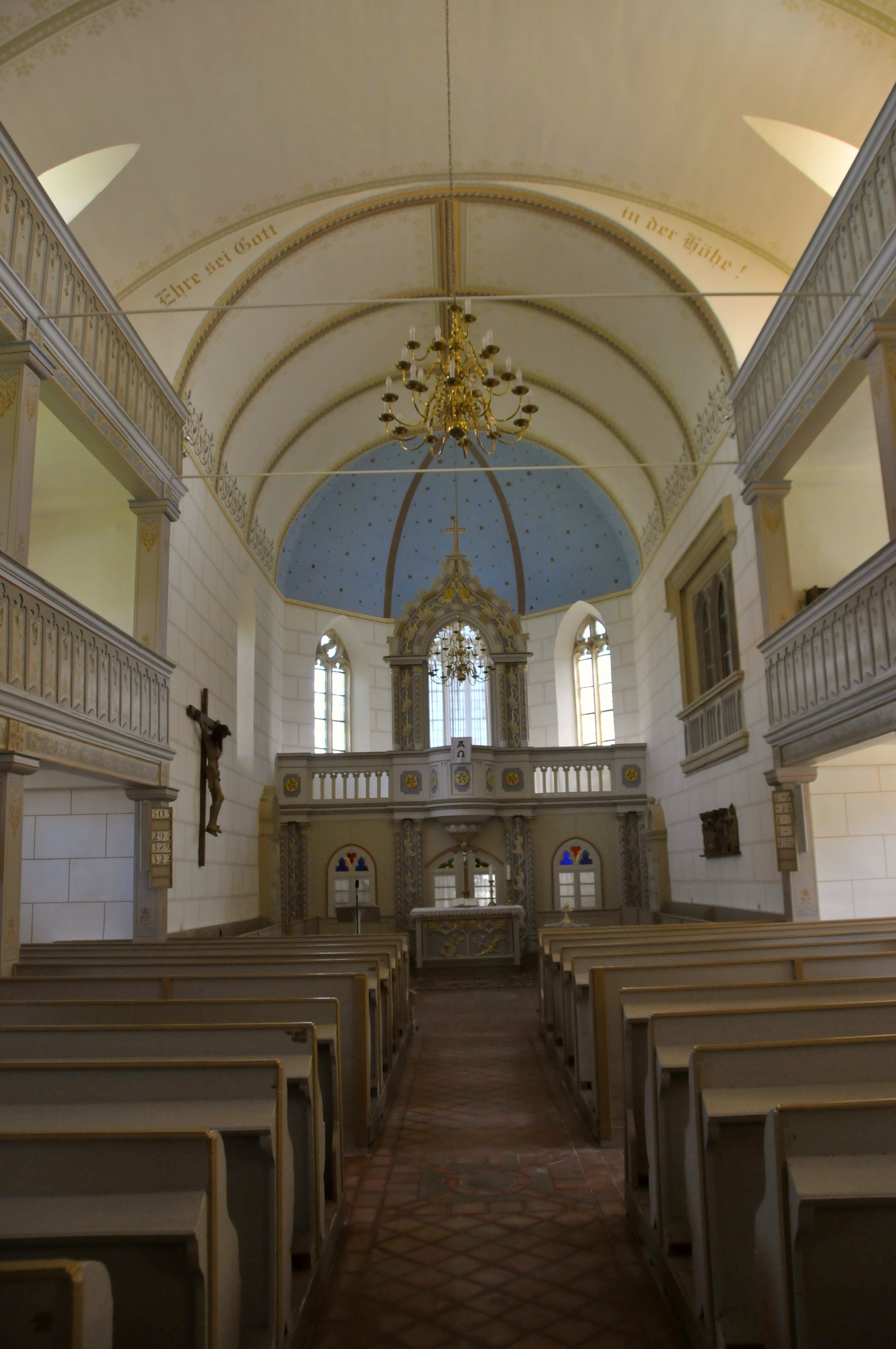
Blick in den Chor und Altarraum
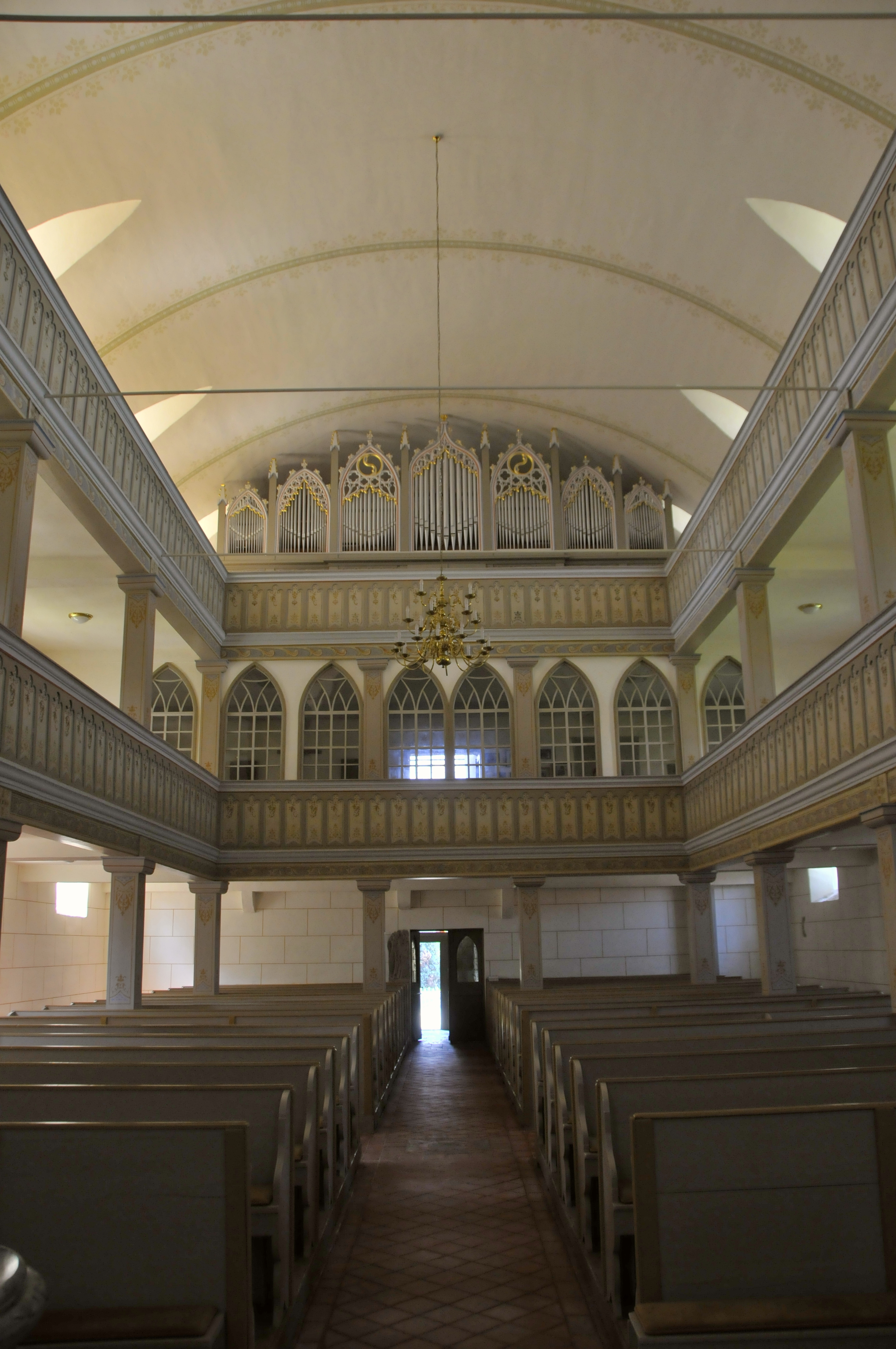
Blick zur Orgelempore